# 1278 Kenya
1278 Kenya eller 1933 LA är en asteroid i huvudbältet som upptäcktes 15 juli 1933 av den sydafrikanske astronomen Cyril V. Jackson i Johannesburg. Det har fått sitt namn efter det östafrikanska landet Kenya.
Asteroiden har en diameter på ungefär 19 kilometer.